# Tilo (Kémo)
Pour les articles homonymes, voir Tilo.
Tilo, est une localité et une commune rurale de la préfecture de Kémo, en République centrafricaine. Elle s’étend à l’est de la ville de Dékoa.

## Géographie
La commune de Tilo est située au nord de la préfecture de Kémo. La plupart des villages sont localisés sur l’axe Dékoa – Grimari, route régionale RR11.
|       | Ndenga |      |
| Dékoa | Tilo   | Mala |
|       | Guiffa |      |

## Villages
Les principaux villages de la commune sont : Tilo, Ndéré et Bozagba.
En zone rurale, la commune compte 25 villages recensés en 2003 : Badere, Bedambou, Bedonga, Befere, Begon, Begueze, Bokoro, Bozagba, Dissikou 1, Gou 1, Gou 2, Lamba, Mbimbi, Mbimo Yomba, Mbou, Nagayan, Ndere, Ngbere, Ngoro, Niamou, Ouolo 1, Ouolo 2, Tilo, Vonga, Yomba.

## Éducation
La commune compte deux écoles publiques : à Ngbere et Toungourafa, et une école privée Ndere-Simandel
.